# Px27
Px27 (typ fabryczny W5A) – seria polskich parowozów wąskotorowych, na tor szerokości 600 mm, wyprodukowanych w 1927 roku przez Pierwszą Fabrykę Lokomotyw w Polsce (Fablok) w Chrzanowie, o układzie osi D. Powstały dwa parowozy tej serii, zbudowane dla Wyrzyskich Kolei Powiatowych, po wojnie używane na PKP do lat 70. Oznaczenie serii PKP Px27 stosowano od 1961 roku, wcześniej zaliczone były do serii Px2. Jeden egzemplarz zachowano jako eksponat muzealny.

## Projekt i produkcja
Konstrukcja parowozów typu W5A została opracowana przez Pierwszą Fabrykę Lokomotyw w Polsce „Fablok” w Chrzanowie na zamówienie Wyrzyskich Kolei Powiatowych z 1927 roku, na dwa parowozy z tendrem o mocy ponad 100 KM, nadające się do obsługi trudnych odcinków linii o znacznym nachyleniu (Białośliwie – Nieżychowo). Ich konstrukcję oparto na opracowanym wcześniej dla wojska tendrzaku typu W2A (powstał tylko jeden parowóz tego typu, późniejszy Tx26-427). Zdecydowano zachować skrzynie wodne na lokomotywach dla zwiększenia ich masy przyczepnej. W stosunku do typu W2A m.in. zastosowano silniki z suwakami tłoczkowymi zamiast płaskich i zwiększono powierzchnię ogrzewalną kotła, przez co nieco wzrosła moc. Parowozy, o numerach fabrycznych 343 i 344, zostały zbudowane w 1929 roku. Jeszcze jeden parowóz typu W5A, o minimalnie odmiennych charakterystykach, został zbudowany 9 lat później dla Kolei Wrzesińskiej (po wojnie oznaczony inną serią Px38).

## Konstrukcja
Wąskotorowy tendrzak, z doczepnym tendrem, o układzie osi D, z silnikami bliźniaczymi na parę nasyconą (Dn2t+t). Budka maszynisty z drzwiami połówkowymi po bokach oraz drzwiami i mostkiem przejściowym w tylnej ścianie, umożliwiającymi pracę z tendrem. Parowóz w skrzyniach po bokach kotła oraz rezerwowym zbiorniku między ostojnicami przewoził 0,3 t węgla i 1,5 m³ wody (przegroda na węgiel była w lewej skrzyni). Dwuosiowy tender o masie próżnej 4 t, służbowej 9 t i pojemności 1,7 t węgla i 3,3 m³ wody.
Kocioł płomieniówkowy, z miedzianą skrzynią ogniową (podczas napraw w ZNTK Nowy Sącz po 1957 roku wymienianą na stalową). Drzwi dymnicy okrągłe, zamykane na centralny zamek. Na kotle umieszczony wysoki zbieralnik pary i za nim piasecznica uruchamiana ręcznie, podająca piasek pod koła osi silnikowej. W zbieralniku początkowo była zaworowa przepustnica pary systemu Cara z napędem wewnątrz kotła i labiryntowym osuszaczem pary, zamieniana po zużyciu się po wojnie w ZNTK Nowy Sącz na przepustnice tłoczkowe mocowane po prawej stronie, z zewnętrznym napędem i rurami parowlotowymi na zewnątrz. Na pokrywie zbieralnika pary zawory bezpieczeństwa typu Pop-Coale. Rury parowlotowe prowadzące z dymnicy do silników były pierwotnie osłonięte blaszaną otuliną. Początkowo komin miał wirowy odiskiernik Rihoseka, zdejmowany po wojnie i zastępowany siatką odiskierną. Na kotle między kominem a zbieralnikiem parowozy miały dzwon parowy. Zasilanie kotła w wodę za pomocą dwóch inżektorów Friedmanna o wydajności 60 l/min.
Ostoja belkowa, o grubości belek 60 mm. Usprężynowanie za pomocą resorów płaskich, z czterema punktami podparcia. Osie: pierwsza i trzecia były sztywne, druga miała przesuw boczny po 5 mm, a czwarta po 10 mm na każdą stronę, przez co parowóz mógł pokonywać łuki o promieniu 30 m.
Bliźniacze silniki parowe z suwakami tłoczkowymi, napędzały trzecią oś poprzez jednoprowadnicowe krzyżulce i korbowody. Mechanizm parorozdzielczy Heusingera z jarzmem kulistym systemu Huna i z nawrotnicą dźwigniową. Do smarowania silników służył lubrykator, wymieniany po wojnie na smarotłocznię Friedmanna. Hamulce: parowy i ręczny dźwigniowy, działały na wspólny wał, z którego hamowano pierwsze trzy osie. Ponadto tender wyposażony był w hamulec ręczny dźwigniowy. Parowozy posiadały początkowo oświetlenie naftowe, po wojnie zamienione na elektryczne, zasilane z turbozespołu.

## Eksploatacja
Oba parowozy służyły w Wyrzyskich Kolejach Powiatowych, oznakowane numerami 25 i 26. Stacjonowały w Białośliwiu i prowadziły ciężkie składy towarowe na linii Białośliwie-Nieżychowo. W 1949 roku koleje powiatowe zostały przejęte przez PKP i parowozy te zostały zaliczone do zbiorczej serii PKP Px2, a po zmianie systemu oznaczeń parowozów w 1961 roku zostały oznaczone jako seria Px27 (seria ta obejmowała tylko te dwa parowozy). Lokomotywa numer 25, o numerze fabrycznym 344 otrzymała oznaczenie Px2-801, a następnie Px27-774, a lokomotywa numer 26 (fabryczny 343) – oznaczenie Px2-802, a następnie Px27-775.
Parowozy te stacjonowały po wojnie cały czas w Białośliwiu, pracując na Bydgosko-Wyrzyskich Kolejach Dojazdowych. Parowóz Px27-775 został 12 czerwca 1976 roku skreślony z ewidencji PKP i przekazany do Muzeum Kolejnictwa w Warszawie. Obecnie jest eksponatem Muzeum Kolei Wąskotorowej w Wenecji. Parowóz Px27-774 został 26 września 1970 roku skreślony z inwentarza, po czym złomowany w Białośliwiu (jego tender otrzymał parowóz Px38-805).
| Numer fabryczny | Rok produkcji | Oznaczenia | Oznaczenia | Oznaczenia | Los                        |
| Numer fabryczny | Rok produkcji | 1929-1948  | 1949-1960  | od 1961    | Los                        |
| --------------- | ------------- | ---------- | ---------- | ---------- | -------------------------- |
| Fablok 343      | 1929          | 25         | Px2-802    | Px27-775   | wycofany w 1976, eksponat  |
| Fablok 344      | 1929          | 26         | Px2-801    | Px27-774   | wycofany w 1970, skasowany |